# Bajo sajón septentrional
El bajo sajón septentrional (propio: Noordneddersassisch; en alemán: Nordniedersächsisch), comúnmente también bajo alemán septentrional (en alemán: Nordniederdeutsch, abreviado Nndt.), es un dialecto del bajo alemán occidental (o «bajo sajón»), en sí un subgrupo del bajo alemán. Esta variedad dialectal está extendida por gran parte del norte de Alemania, con fronteras dialectales en el sur y suroeste con otros dialectos bajoalemanes, como el westfaliano, el ostfaliano y el bajó sajón frisio.

## Etimología y clasificación
El término «bajo sajón septentrional» fue introducido en la literatura lingüística por primera vez en 1957 por el germanista William Foerster para denotar la separación de una variedad septentrional distinta al westfaliano y al ostfaliano. Hoy en día representa lo que propiamente hablado se llamaría «bajo alemán occidental del norte».
Foerster defendió las conexiones lingüístico-geográficas entre los dialectos orientales del idioma neerlandés y el bajo alemán occidental, abogando por la publicación de un atlas conjunto que refleje su exhaustiva investigación en esta materia, abarcando el este de los Países Bajos y Baja Sajonia (parte del norte de Alemania). También sugirió los términos apolíticos de Sajonia (Saxonia) y sajón (saxonisch) como nombres comunes para el conjunto de las áreas geográficas y lingüísticas abarcadas en dicho territorio, los cuales consideró aceptables tanto desde el punto de vista germanístico como neerlandístico.
En algunas clasificaciones, el bajo sajón frisio se considera un subdialecto más del bajo sajón septentrional, aunque muchos lingüistas los consideran dialectos separados debido a que la variedad hablada en la Frisia oriental es de hecho un substrato frisón del bajo alemán y no una evolución continua de este último (las lenguas frisonas son lenguas germánicas pero no pertenecen al grupo de lenguas alemanas). De tratarse en efecto de dialectos separados, la subvariedad oriental del bajo sajón frisio (llamada harlinger Platt) habrá absorbido muchas influencias del bajo sajón septentrional (concretamente el dialecto Oldenburgisch), tanto en léxico como en sintáctica y fonología, creando un continuo dialectal entre ambos. La variedad occidental de la variante frisona, sin embargo, está claramente separada del habla septentrional.

## Variantes
El bajo sajón septentrional se divide en los siguientes subgrupos (de sur a norte, no teniendo en cuenta los continuos dialectales en el lado neerlandés):
- Ostfriesisches Niederdeutsch: Bajo sajón frisio (oficialmenre, bajo alemán de Frisia Oriental), considerado por muchos una variedad dialectal separada por su sustrato frisón, estrechamente relacionada con el bajo sajón groningués (hablado en Países Bajos).
- Emsländisches Niederdeutsch: Bajo sajón de Emsland.
- Oldenburgisches Niederdeutsch: Bajo sajón de Oldenburgo.
- Nordhannoveranisches Niederdeutsch: Bajo sajón del norte de Hannover.
- Holsteinisches Niederdeutsch : Bajo sajón de Holstein.
- Dithmarsches Niederdeutsch: Bajo sajón de Dithmarschen.
- Schleswigisches Niederdeutsch: Bajo sajón de Schleswig.

Más allá de los subgrupos principales, se reconocen también las siguientes variedades secundarias:
- Hamburger Platt: Bajo alemán de Hamburgo (la más extensa de estas variedades).
- Dialekte der Elbmarschen: Bajo sajón de las marismas del Elba.
- Heidjer Platt: Bajo alemán de Heide (notable en eventos como Heider Marktfrieden).
- Bremer Platt: Bajo alemán de Bremen, según expertos locales considerado extinto, sustituido en gran parte por el muy común dialecto de Bremen, o Bremisch, siendo este un missingsch en su variedad bremense (por lo que no se debe confundir entre ambos).
- Hümmlinger Platt: Bajo alemán de Hümmling.

Tanto el bajo alemán de Frisia Oriental como el de Emsland tienen intercalados numerosos elementos neerlandeses (bien del frisón occidental bien del idioma neerlandés, comúnmente con el bajo sajón neerlandés). De igual manera, el bajo alemán de Holstein comparte muchas similitudes con el dialecto de Mecklemburgo-Pomerania Occidental.
El bajo sajón frisio cuenta con un continuo dialectal en Países Bajos conocido como bajo sajón groningués (Gronings), una variedad hablada en las provincias neerlandesas de Groninga y Drente (en su frontera nororiental).

## Características
La característica más destacada del bajo sajón septentrional es el uso del participio perfecto sin ningún prefijo, lo mismo que en las lenguas germánicas septentrionales, el frisón y hasta el inglés, pero al contrario que en alemán, neerlandés y otros dialectos bajoalemanes:
- gahn [ɡɒːn] (ir/irse): Ik bün gahn [ʔɪkbʏŋˈɡɒːn] (Me he marchado).
- seilen [zaˑɪln] (zarpar/navegar): He hett seilt [hɛɪhɛtˈzaˑɪlt] ((Él) ha zarpado).
- kopen [ˈkʰoʊpm] (comprar): Wi harrn köfft [vihaːŋˈkɶft] (Habíamos comprado).
- kamen [kɒːmˑ] (venir): Ji sünd kamen [ɟizʏŋˈkɒːmˑ] (Habéis venido todos).
- eten [ˈʔeːtn] (comer): Se hebbt eten [zɛɪhɛptˈʔeːtn] ((Ellos) han comido).

Al contrario que en otras lenguas alemanas, la forma diminutiva (-je) casi no se usa (mucho menos que el -chen del alemán estándar), limitándose a léxicos concretos como Buscherumpje (atuendo del pescador) o lüttje (un poco). En su lugar se usa el adjetivo lütt y sus declinaciones, por ejemplo: dat lütte Huus, de lütte Deern, de lütte Jung, etc. Cabe destacar que el bajo sajón frisio sí que tiene muy característico el uso del diminutivo (en este caso. -tje), más común en las lenguas frisonas, siendo otro argumento que respalda la separación de este dialecto del bajo sajón septentrional.
Por lo general, el bajo sajón septentrional comparte muchas características con otras lenguas germánicas, como el alemán estándar, el inglés, el neerlandés, el frisón y otros dialectos bajoalemanes, por lo que aunque a primera vista no son características particulares o elementos propios, es precisamente esta mezcla la que lo distingue de otros dialectos.